# Хоккей на траве на летних Олимпийских играх 1920
На летних Олимпийских играх 1920 года соревнования по хоккею на траве проводились только среди мужчин. В отличие от Игр 1908 года, сборная Великобритании выступала единой сборной, при этом её составляли только английские игроки. Единственным хоккеистом, которому удалось стать двукратным чемпионом, был капитан британской сборной Стэнли Шовеллер.
На турнире состоялись 5 из 6 матчей: сборная Франции, проиграв два поединка, не явилась на третий матч с Великобританией и получила техническое поражение.

## Медалисты
| Золото | Серебро | Бронза |
| Великобритания · Вратарь · Гарри Хаслем · Полевые игроки · Уильям Смит · Стэнли Шовеллер · Артур Лейтон · Шолто Маркон · Джордж Макграт · Джек Макбрайан · Гарольд Кук · Эрик Крокфорд · Сирил Уилкинсон · Гарольд Касселс · Джек Беннетт · Чарльз Аткин · Колин Кэмпбелл · Рекс Краммэк | Дания · Вратарь · Андреас Расмуссен · Полевые игроки · Ханс Кристиан Херлак · Эрик Хустед · Франс Фабер · Хеннинг Хольст · Ханс Йорген Хансен · Стеэн Дуэ · Ханс Адольф Бьеррум · Торвальд Эйгенброд · Свенн Блах · Эйвинн Блах · Пауль Метс | Бельгия · Вратарь · Шарль Делелиенн · Полевые игроки · Морис ван ден Бемден · Рене Стровен · Рауль Дофрен де ла Шевалери · Фернан де Монтиньи · Адольф Гёмар · Пьер Шибер · Андре Беке · Раймон Кеппенс · Пьер Вальк · Жан ван Нером · Робер Гевер · Луи Диерксенс · Шарль Гиетт |

## Результаты
| 1 | Великобритания |     | 5:1 | 12:1 | +:- | 3 | 3 | 0 | 0 | 17:2 | +15 | 6 |
| 2 | Дания          | 1:5 |     | 5:2  | 9:1 | 3 | 2 | 0 | 1 | 15:8 | +7  | 4 |
| 3 | Бельгия        | 1:2 | 2:5 |      | 3:2 | 3 | 1 | 0 | 2 | 6:19 | -13 | 2 |
| 4 | Франция        | -:+ | 1:9 | 2:3  |     | 3 | 0 | 0 | 3 | 3:12 | -9  | 0 |

| 1 сентября 1920       | \| Великобритания \| 5:1 Протокол \| Дания \| \| Стэнли Шовеллер · ??? \| Голы \| ??? \| | Олимпийский стадион, Антверпен |
| Великобритания        | 5:1 Протокол                                                                             | Дания                          |
| Стэнли Шовеллер · ??? | Голы                                                                                     | ???                            |

| 1 сентября 1920         | \| Бельгия \| 3:2 Протокол \| Франция \| \| Андре Беке · Пьер Вальк \| Голы \| Дезире Гуар · Ролан Бедель \| | Олимпийский стадион, Антверпен |
| Бельгия                 | 3:2 Протокол                                                                                                 | Франция                        |
| Андре Беке · Пьер Вальк | Голы | Дезире Гуар · Ролан Бедель     |

| 3 сентября 1920                               | \| Великобритания \| 12:1 Протокол \| Бельгия \| \| Стэнли Шовеллер · Шолто Маркон · Артур Лейтон \| Голы \| ??? \| | Олимпийский стадион, Антверпен |
| Великобритания                                | 12:1 Протокол | Бельгия                        |
| Стэнли Шовеллер · Шолто Маркон · Артур Лейтон | Голы | ???                            |

| 3 сентября 1920                                                                    | \| Дания \| 9:1 Протокол \| Франция \| \| Свенн Блах · Торвальд Эйгенброд · Хеннинг Хольст · Стеэн Дуэ · Ханс Адольф Бьеррум \| Голы \| ??? \| | Олимпийский стадион, Антверпен |
| Дания                                                                              | 9:1 Протокол | Франция                        |
| Свенн Блах · Торвальд Эйгенброд · Хеннинг Хольст · Стеэн Дуэ · Ханс Адольф Бьеррум | Голы | ???                            |

| 4 сентября 1920 | \| Великобритания \| +:- Протокол \| Франция \| | Олимпийский стадион, Антверпен |
| Великобритания  | +:- Протокол                                    | Франция                        |

| 5 сентября 1920                                  | \| Дания \| 5:2 Протокол \| Бельгия \| \| Свенн Блах · Хеннинг Хольст · Торвальд Эйгенброд \| Голы \| ??? \| | Олимпийский стадион, Антверпен |
| Дания                                            | 5:2 Протокол                                                                                                 | Бельгия                        |
| Свенн Блах · Хеннинг Хольст · Торвальд Эйгенброд | Голы | ???                            |

## Снайперы
10 мячей
 Стэнли Шовеллер

7 мячей
 Свенн Блах

3 мяча
 Шолто Маркон

 Торвальд Эйгенброд

2 мяча
 Андре Беке

 Хеннинг Хольст

1 мяч
 Пьер Вальк

 Артур Лейтон

 Ханс Адольф Бьеррум

 Стеэн Дуэ

 Ролан Бедель

 Дезире Гуар

Неизвестны авторы 8 мячей (Бельгия и Великобритания — по 3, Дания и Франция — по 1).